# 릴 공성전 (1708년)
릴 공성전은 1708년 8월 12일 - 12월 10일에 걸쳐 벌어진 스페인 왕위 계승 전쟁 중기의 전투이다. 보방에 의해 축성된 방어력과 화력이 뛰어난 요새인 릴에 농성하던 프랑스군에 대해 말버러 공작이 이끄는 동맹군은 사방을 포위하고 장기적인 포위망을 구축했다. 요새를 구원하러 달려온 프랑스 구원군을 기동전술로 격파한 뒤 동맹군의 보급로를 확보하여 충분한 화력을 보충한 후 요새를 위협해 항복시켰다.

## 서막
스페인 왕위 계승 전쟁의 초기 전력이 우세하던 프랑스군은 1704년 블렌하임 전투 이후, 수세로 몰리게 되었다. 프랑스군은 이제 자국 영토의 보전을 목적으로 방어전을 전개했으나, 말버러 공에 의해 방어선이 무너지자 본토가 위협받게 되었다.
프랑스군은 보방에 의해 축성된 릴 요새에 농성하며 연합군을 맞이하는 한편, 배후의 보급선을 끊는 전법을 사용했다. 동맹군 병력은 사보이 공 외젠의 병력에 말버러 공의 군대를 더해 약 90,000명. 80문의 중포를 갖고 포위망을 구축한 동맹군에 대해 요새안에서는 부플레르 원수의 수비대가 항전하였고, 후방에서 프랑스 구원군이 달려왔다. 이런 상황하에 릴 공성전이 개시되었다.

## 경과
1708년 7월부터 8월에 걸쳐 외젠과 말버러 공작의 호위를 받은 80문의 공성포, 3,000대의 보급차량이 브뤼셀에서 멘으로 이동해 릴 요새를 봉쇄하게 되었다. 8월 12일 봉쇄를 시작하여 21일에는 거의 원형에 가까운 완벽한 봉쇄망을 완성했다. 공성군은 참호를 파서 릴을 차단하고, 식량 공급을 끊는 공격을 가하는 한편 요새의 북동쪽에 설치된 강력한 3개의 방루에 집중 포격을 가해 저항력을 떨어뜨려 함락했다.
주 공격로로 선택한 곳은 북부의 성 안드레, 성 마틸렌의 양쪽 문이었다. 보방의 축성법에 의해 세워진 요새는 이 문들이 서로 보완하여 사격의 사선을 없애 완벽하게 사격을 쏟아부을 수 있게 설계되어 있었고, 말버러 공작은 이 방루를 포격으로 파괴하려 했다.
루이 14세는 릴 요새의 구원을 명령해 베릭 공과 부르고뉴 공은 서로 합류해 총 병력 11만명을 데리고 구원하러 왔다. 한편 말버러 공은 버간티와 포위망의 안쪽을 시계방향으로 선회해 구원군에 대해 전투대열을 만들고, 외젠과 합류해 대치했다.
그러나 프랑스군은 결전을 벌이지 않고, 후퇴했다. 외젠은 다시 포위전 지휘로 돌아왔다.
9월 9일 보급을 받은 포위군은 15,000명을 이끌고 북쪽을 공격했다. 릴 수비대는 이것을 격퇴했으나, 양군 모두 탄약과 식량 부족에 괴로워했다. 프랑스군은 보급 루트를 차단당했으나, 말버러 공은 보급선을 맞은편 강변에 설치해 대항했다. 프랑스군은 이것을 끊기 위해 니유포르트, 이브르 등 수문을 열어 범람 전법을 사용하는 한편 보급대를 공격했으나 격퇴당했고, 동맹군은 보급을 받아 전력을 회복했다.
10월 후반 릴 요새 외벽에 여러 개의 돌파구를 열자, 프랑스군 사령부는 요새 성곽 안으로 후퇴했다. 이 곤경을 타개하기 위해 프랑스군은 바이에른 선제후와 함께 브뤼셀로 향했다. 말버러 공을 유인해 포위를 풀려고 했으나, 브뤼셀 수비대가 방어하는 사이 연합군이 사방에서 달려와 추격하자 프랑스군은 궤멸했다.
구원이 끊긴 부플레르는 12월 10일 조건부로 항복을 수락하고 공성전은 종료되었다.

## 결과
방어화력을 중시한 보방식 요새를 장기 완전봉쇄를 통해 함락시킨 전투이다. 화포의 발달에 의해 종래의 성곽에서는 충분한 방어력을 기대할 수 없게 되었기 때문에 복수의 방루가 연계된 화력 십자점을 형성, 강력한 방어선을 쌓은 요새를 충분한 화력과 완전한 봉쇄로 인해 항복으로 몰아 넣었다.
화력에 의한 공성전에는 대량의 탄약이 필요했다. 대군을 거느리고 봉쇄를 위해, 식량, 생활물자의 보급에 신경써 보급선의 확보가 승패를 나눴다. 프랑스군은 당초, 구원에 나섰으나 말버러공의 기동전술에 의해 목적 달성에 실패했고, 보급선의 차단도 연합군의 유연한 대응 때문에 효과가 없었다. 근대요새의 공략에는 화력과 봉쇄가 겸임되는게 효과적인것이 증명된 전투였다.

## 참고 문헌
- 전략전술병기사전 유럽근대편 ISBN 4-05-600744-6